# Air Gear
Air Gear (яп. エア・ギア Эа гиа) — манга авторства Oh! great и снятое по ней аниме. Манга выпускалась с 6 ноября 2002 года по 28 мая 2012 года  издательством «Kodansha», а аниме было снято компанией Toei Animation и показано в Японии в период с 4 апреля по 27 декабря 2006 года.

## Сюжет
Ицуки Минами проживает вместе с четырьмя сёстрами. В мире набирает популярность Air Track, роликовые коньки, позволяющие развивать высокую скорость, ездить по стенам и даже летать. Вскоре он узнаёт, что его сёстры — одни из самых лучших роллер-команд, называющих себя «Sleeping Forest» — «Спящий Лес». После этого он также увлекается Air Track и создаёт свою команду, которую назвал Когарасумару.

## Персонажи

### Команда Когарасумару
Ицуки «Икки» Минами (яп. 南 樹 Минами Ицуки) — главный герой сюжета. Ученик второго класса средней школы. Живёт вместе с сёстрами Ноямано. Очень хвастлив. После инцидента с «Черепами» начал кататься на АТ и создал свою команду «Когарасумару». После многих побед Икки, рейдеры стали считать его человеком, способным занять пустующее место Короля Небес. Икки может видеть Путь небес и следовать ему. Первой задатки возможности стать Королём увидела Симка. Она же отдала под его командование Генезис (375 АТ рейдеров и 5 королей), что породило конфликт с «Слиппинг Форест». Сын профессора Минами (создателя АТ и теоретического создателя детей гравитации и активаторов), о его матери ничего неизвестно. Путь которому следует — Путь Урагана. Действующий Король Шторма. Может стать Королём Небес. Регалия Ветра — задние колёса трансформируются в два крыла, позволяющие планировать по воздуху (регалия поддельная, саморазрушилась после первого же боя) Регалия Шторма — совершенно новая регалия, предположительно самая сильная из всех, которые когда-либо создавались. За основу взята Регалия Шума с ядром Грозы, также в механизм входит Клык и Огонь (Ядра регалий). На текущий момент — на финальной стадии завершения.
Сэйю: Кэнта Камакари
Кадзума Микура (яп. 美鞍 数馬 Микура Кадзума) — друг детства Икки. Также учится во втором классе средней школы. Живёт вместе с сестрой. Встал на АТ под влиянием Икки. После упорных тренировок стал самым быстрым в команде, из-за чего его сравнивают с реактивным самолётом — двигается так быстро, что становится невидимым. После получения информации о сильнейших райдерах и её изучения научился применять техники Сано и Спитфайера, а также использовать Путь Аполлона. Путь которому следует — Огненный Путь. Может стать Огненным Королём. Регалия — Регалия Огня (досталась в наследство от Спитфаера после его смерти. Создаёт иллюзорный огонь, способный наносить реальные повреждения)
Сэйю: Кэнн
Онигири (яп. オニギリ) — друг Икки, которого окружающие часто сравнивают со свиньёй из-за его озабоченности. Надевает АТ на голову и едет на нём, чтобы заглядывать под юбки. Путь которому следует — Путь Запаха. Действующий Король Вони.
Сэйю: Масами Кикути
Акито/Агито/Линд Ванидзима (яп. 鰐島 亜紀人 Ванидзима Акито) — мальчик с раздвоением личности. Когда повязка смещается на правый глаз, в теле находится Акито. Акито влюбился в Икки, после того, как тот показывает ему значение свободы (на этом моменте Акито поцеловал Икки, против его воли) и спас от старшего брата, Кайто. Сейчас он живёт с Икки и сёстрами Ноямано, посещает школу Хигачу. Состоит в команде Когарасумару. Фактически, Акито — истинный Король Кровавой Дороги, а не его альтер эго — Агито. Агито — тёмная сторона Акито. Когда повязка смещается на левый глаз, в теле находится Агито. Он очень кровожаден и прокладывает себе дорогу на трупах людей. Агито — не истинный Король Клыка (он появился в результате отчаяния Акито после того, как старший брат Кайто запер его в клетку с эгоистическими намерениями) и был частью команды Wind SWAT, которая ловила людей, использовавших АТ для преступлений. Агито часто характеризуется, как акула. Любимое выражение — «Fuck». После того, как Акито был спасён Икки и присоединился к Когарасумару, Агито автоматически стал членом группы, против своей воли. Когда наёмные убийцы Генесиса, с целью уничтожить Икки, случайно сталкиваются с ним, Агито решает их остановить. Со временем, Агито становится более открытым. AT ранг Агито — А, уровень битвы — 122. Линд — первоначальный владелец тела, активатор мозга № 0. Ждёт, когда тело Агито/Акито достигнет зрелости, до тех пор одалживает им своё. Его личность — это личность Газиль, первой королевы шипов; имеет её воспоминания. Она же — их мать, а Кайто — родной отец. Путь которому следует — Путь Клыка. Акито — Король Клыка. Регалия — Регалия Клыка (колёса имеют вид пил, принцип действия схож с принципом действия циркулярной пилы)
Сэйю: Кокоро Кикути
Исса Михотокэ (яп. 御仏 一茶 Михотокэ Исса) — райдер АТ класса Е, который в основном использует свою силу в состязаниях. Несмотря на то, что Бучча кажется толстым, на самом деле в его теле всего 10 % жира. Проиграл Икки в состязании «Яо» — «Когарасумару». Позже вступил в команду Икки. Путь которому следует — путь камня.
Сэйю: Хитоси Бифу
Эмили Адати (яп. 安達 絵美理 Адати Эмири) — одноклассница Икки. Сначала просто поддерживала команду в состязаниях, позже стала её полноправным членом. Влюблена в Кадзуму, из-за чего и встала на АТ. Путь которому следует — Путь Любви.
Нобунага (яп. 信長) — учится в одной школе с Икки. Гений видеоигр. Со временем становится членом Когарасумару. Путь которому следует — неизвестен.

### Сёстры Ноямано
«Сёстры» Ноямано не являются кровными родственниками, кроме Рики они все — дети гравитации. Все четверо входят в команду «Слиппинг Форест».
Рика Ноямано (яп. 野山野 梨花 Ноямано Рика) — активатор разума. Самая старшая в семье Ноямано. Бывший член оригинального Спящего Леса. Была схвачена Сорой во время битвы Генезиса и Леса в Турнире Башни, чтобы иметь рычаг давления на нового капитана, со временем перешла на его сторону. По её же словам она имеет большую силу. Путь которому следует — Путь Шипов. Регалия — Регалия Шипов(настоящая, выглядит как цельные сапоги, задние колёса могут трансформироваться в плети, а те в свою очередь в лук).
Сэйю: Наоко Мацуи
Микан Ноямано (яп. 野山野 蜜柑 Ноямано Микан) — вторая по старшинству. Путь которому следует — Путь Бури.
Сэйю: Сэйка Хосокава
Ринго Ноямано (яп. 野山野 林檎 Ноямано Ринго) — близкая подруга Икки. Глава команды Слиппинг Форест. Хотя Ринго вначале пытается это скрыть, но она влюблена в Икки. Когда наступает конфликт между Спящим Лесом и Генезисом, она нападает на Симку, главу Генезиса. Во время турнира Тропаэма, она наконец решается признаться в любви Икки. Использует единственный в своём роде стиль боя: перед боем она поглощает огромное количество воздуха, после чего перенаправляет его в суставные сумки, что приводит к их невероятной подвижности и реакции. Однако всё это сопровождается дикой болью, от которой обычный человек давно бы умер. На текущий момент, из-за невозможности завершения Куруру регалии Шторма, Ринго стала тюнером Икки(по его просьбе). Путь которому следует — Путь Шипов. Действующая Королева Шипов. Регалия — Регалия Шипов (задние колёса трансформируются в два хлыста с шипами, регалия ненастоящая)
Сэйю: Мария Исэ
Сираумэ Ноямано (яп. 野山野 白梅 Ноямано Сираумэ) — младшая сестра в семье Ноямано. Гениальная девочка которая шьёт странные куклы и имеет схожие способности с настройщиками из Tool Toul To. Путь которому следует — неизвестен, но известна под прозвищем «Принцесса-волчок»
Сэйю: Юкика Ханиока

### Генезис
Симка (яп. シムカ Симука) — бывшая королева Долга и лидер команды «Генезис», состоящей из 362 лучших гонщиков включая 5 королей. Её называют Ласточкой и Перелётной птичкой. Она была первая, кто узрел в Икки его потенциал профессионального райдера. Одна из Детей Башни, наравне с Сорой. Была атакована членами Спящего Леса. После этого могла передвигаться некоторое время только в инвалидном кресле, но со временем снова смогла ходить, хотя и неуверенно. По словам Ринго, «она слишком миролюбива и не подходит для войны».
Сэйю: Риэ Танака
Ясуёси Сано (яп. 左 安良 Сано Ясуёси) — также известный как «Железные Часы» или «Повелитель Времени», — наследник огромной корпорации и студент. Имеет гомосексуальную ориентацию. Первый раз появляется в составе 5 священных зверей Бегемотов, позже присоединяется к Генезису, в прошлом был в команде Спитфаера. Среди его боевых особенностей «приостановка времени» и исчезание из вида. Также очень предан Икки и является одним из сильнейших его союзников не входящих в команду Когарасумару. После нападения Соры на него и Спитфаера ненадолго покидает поле битвы, чтобы затем вернутся. Его настоящее тело погибло, нынешнее же целиком и полностью является регалией. Его путь — путь пламени. Вместе со Спитфаером используют путь Аполлона. Регалия — Регалия-на-все-случаи-жизни Фантом (регалия, полностью заменяющая всю нижнюю часть тела и обе руки).
Нуэ (яп. 鵺) — глава команды «Black Crow». Полностью предан Симке. Впоследствии был побеждён Когарасумару. Путь которому следует — Путь Грозы. Действующий Король Грозы. Регалия — Регалия Грозы (уникальная по всем параметрам регалия, представляющая, в отличие от остальных, не пару колёс, а настоящий боевой доспех, в который Нуэ полностью облачён. В качестве атаки использует металлические нити, которые можно использовать как напрямую, так и бить ими электричеством).
Спитфаер — один из восьми королей дорог, обладатель ранга А в войне за запчасти. Бывший райдер самой сильной команды всех времён Спящий Лес (1-й состав). Придерживается «Огненного пути».
Сэйю: Кэндзиро Цуда
Ёсицунэ (яп. ヨシツネ) — глава и основатель Триады. Прозвище — «Король переполоха». Бывший владелец Регалии Шума. Погиб.
Бэнкэй (яп. ベンケイ) — одна из трёх генералов кансайского региона. Помощница Ёсицунэ. Путь которому следует неизвестен. В ходе нападения на Киото осталась без ноги.
Сора — бывший глава команды Sleeping Forest.

### Tool Toul To
Это команда настройщиков, специализирующихся на починке, сборке и настройки AT. Хранят нейтралитет по отношению к райдерам и предпочитают не вмешиваться в битвы команд. У каждого Короля есть свой единственный настройщик. В обязанности настройщика входит починка Регалий и их подгон под Короля, так как они не стабильны и могут даже убить их владельца.
Куруру Сумэраги (яп. 皇杞 枢 Сумэраги Каруру) — настройщик Икки. Действующая королева Долга.
Канон (яп. 奏音) — настройщик Ринго, безответно в неё влюблён.
Хако (яп. ハコ) — настройщик Соры Такэути.
Кономи (яп. コノミ) — близкая подруга Куруру. Чей настройщик — неизвестно.
Инэ (яп. イネ) — глава команды. Также была настройщиком Спитфаера.

## Аниме
В аниме-сериале Air Gear 25 серий. Также был выпущен спец. выпуск, рассказывающий о битве между командами «Когарасумару» и «Потёмкин», названной в честь русского князя Григория Александровича Потёмкина, где победу одержала команда Ицуки. Также были выпущены 3 OVA о битве Когарасумару против старого состава Sleeping Forest и дуэли Икки и Ринго.

### Музыкальное сопровождение
Открывающая композиция — «Chain» (исполняет Back-on). Закрывающая композиция — «Sky-2-High» (исполняет skankfunk).
| №   | Название                 | Автор(ы)  | Длительность |
| --- | ------------------------ | --------- | ------------ |
| 1.  | «Chain»                  | Back-On   | 1:32         |
| 2.  | «Skygrinder»             | Skankfunk | 2:45         |
| 3.  | «Love Sensation»         | Skankfunk | 4:16         |
| 4.  | «Tricky Sister Girl»     | Skankfunk | 2:00         |
| 5.  | «Do! Trippin’ Do!»       | Skankfunk | 2:01         |
| 6.  | «Let Me See Your Love»   | Skankfunk | 2:17         |
| 7.  | «Snapped»                | Skankfunk | 1:53         |
| 8.  | «Dawn Of Da Bassment»    | Skankfunk | 2:04         |
| 9.  | «Edgeways»               | Skankfunk | 2:05         |
| 10. | «Dam Da Damn»            | Skankfunk | 1:57         |
| 11. | «Not Hummin’ But Vibin’» | Skankfunk | 2:10         |
| 12. | «Rock From Da Bottom»    | Skankfunk | 2:15         |
| 13. | «Mad Babies»             | Skankfunk | 2:01         |
| 14. | «Put 2 Much»             | Skankfunk | 2:00         |
| 15. | «His Groovy Trick»       | Skankfunk | 0:07         |
| 16. | «Her Groovy Trick»       | Skankfunk | 0:06         |
| 17. | «2 Blind 2 See»          | Skankfunk | 2:17         |
| 18. | «Naturarhythm»           | Skankfunk | 2:05         |
| 19. | «Needin’ U»              | Skankfunk | 2:01         |
| 20. | «Some-Body-Funk»         | Skankfunk | 2:09         |
| 21. | «Busy? Or Dizzy?»        | Skankfunk | 2:04         |
| 22. | «Have A Ragga Break»     | Skankfunk | 1:39         |
| 23. | «Stop Da Pop»            | Skankfunk | 1:56         |
| 24. | «Strutter’s Cruise»      | Skankfunk | 2:49         |
| 25. | «Overkooled»             | Skankfunk | 2:37         |
| 26. | «Vertigo High»           | Skankfunk | 2:25         |
| 27. | «Betrayal 303»           | Skankfunk | 1:53         |
| 28. | «Uneasiness Of Funkness» | Skankfunk | 2:16         |
| 29. | «Master Buster»          | Skankfunk | 2:28         |
| 30. | «Anthem 4 Pipe Dreams»   | Skankfunk | 3:52         |
| 31. | «Mr. Shine»              | Skankfunk | 2:28         |
| 32. | «Fly Da Mission»         | Skankfunk | 2:04         |
| 33. | «Here Comes Da Sun Road» | Skankfunk | 3:04         |
| 34. | «Sky-2-High»             | Skankfunk | 1:31         |